# Peter Nalitch
Piotr Andréievich Nálich (del ruso: Пётр Андре́евич На́лич), cuyo nombre artístico es Peter Nalitch, es un cantante y compositor ruso.

## Biografía
Nálich nació en Moscú el 30 de abril de 1981. Diplomado por la Universidad de Arquitectura de Moscú (МАРХИ), estudió música en la Universidad de Música y en el estudio "Orfei" ("Орфей") bajo la dirección de Irina Mujina. Trabajó durante dos años como arquitecto y está divorciado.

## "Gitar"
Peter Nalitch se hizo famoso en Rusia con la publicación en YouTube, en la primavera de 2007, del videoclip de su canción "Gitar" (donde se burla de sí mismo con un inglés vacilante y un montaje video de calidad dudosa). Un mes después, 70 000 personas ya habían visto el videoclip. Los usuarios de LiveJournal se pasaban el vínculo del video unos a otros, así que la canción se hizo rápidamente famosa. A raíz de esto, se sucedieron las entrevistas y artículos sobre Peter en toda Rusia, convirtiéndolo en un personaje famoso.

## Grupo Musical de Peter Nalitch

### Comienzos
En 2007, Peter ya había compuesto cerca de 40 canciones, todas disponibles gratis en su sitio web. Los admiradores las han archivado y se pueden todavía encontrar en la web. Con esas canciones Peter dio su primer concierto, el 9 de noviembre de 2007, en el club "Apshu" (Апшу) en Moscú.
Después del éxito de su primer concierto (muchas personas no pudieron entrar en la sala por falta de espacio), Peter reunió un grupo de músicos, con quienes dio dos conciertos más en el invierno de 2008 en el club "IKRA" (ИКРА), en Moscú. Las entradas fueron vendidas varios meses antes de los conciertos.
El grupo tomó el nombre de "Grupo Musical de Peter Nalitch" - "Muzykalnyi kollektiv Petra Nalicha" (Музыкальный коллектив Петра Налича) o simplemente "MKPN" (МКПН). En la versión inglesa del sitio web, el nombre del grupo está traducido por "Peter Nalitch & Friends".

### Éxito
Durante los dos años siguientes, además de los conciertos moscovitas, MKPN se fue en una gira, presentándose en San Petersburgo, Ekaterimburgo, Nizhni Nóvgorod y otras grandes ciudades rusas.
El grupo salió su primer álbum en 2008 - "Radost Prostyj Melodii" (Радость простых мелодий - literalmente "La Alegría de las Melodías sencillas"). Salieron también el DVD de un concierto en Moscú – "MKPN v B1 Maximum" (МКПН в Б1 Maximum – "MKPN en el B1 Maximum") y un EP, "More" (Море – "El Mar"). En 2009, el grupo estuvo en cartelera del festival "Sfinks" en Amberes (Bélgica).

## Eurovisión 2010
El grupo de Nalitch fue elegido para representar a Rusia en el Festival de la Canción de Eurovisión 2010, en Oslo, con la canción "Lost and Forgotten" (Perdido y olvidado), consiguiendo un 7º puesto en la semifinal, con 74 puntos, y un 11º puesto en la final, con 90 puntos.

## Estilo musical
Peter Nalitch canta en ruso, en inglés (con un acento ruso, porque se nega a fingir hablar inglés correctamente y a ocultar su acento), pero también en italiano ("Santa Lucia"), en francés ("Il pleut toujours", en el EP "More") y en babursi, un idioma inventado.
Las letras de sus canciones son a menudo humorísticas y pueden a veces parecerse a canciones infantiles ("Yeti" - Йети, es una canción a propósito de un yeti que se sienta solo). MKPN también versiona romanzas rusas y canciones cosacas.
Todos sus álbumes y canciones están disponibles gratis en el sitio web oficial del grupo, con la mención "Pay what you will" ("Paga lo que quiere"), aunque el álbum y el EP estén disponibles a la venta. Peter Nalitch ha declarado en una entrevista que él y su grupo no se ganaban la vida vendiendo álbumes sino presentándose en los conciertos en Rusia.
Tras los pasos de esa idea de promoción en la web, el grupo ha dado, el 17 de septiembre de 2009, un concierto acústico desde su propio piso, retransmitido en directo en RuTube (el YouTube ruso). El 30 de octubre de 2009, han transmitido un otro espectáculo en RuTube, esta vez un auténtico concierto en Moscú.

## Miembros del grupo

### Miembros actuales
- Peter Nalitch — voz, piano, acordeón
- Yura Kostenko — saxofón, flauta
- Sergei Sokolov — domra, voz
- Kostia Shvetsov — guitarra
- Dima Simonov — bajo
- Denis Marinkin — percusión

### Miembros antiguos
Denis Mazaiev, Iacha Gladkiï, Maksim Karpychev, Danila Lentsi, Nastia Sokolova, Sacha Baïdakov.

## Discografía
- 2007 — Sencillo del verano de 2008 (con la revista "Afisha" (Афиша))
- 2008 — "Radost Prostyj Melodii" (Радость простых мелодий - "La Alegría de las Melodías sencillas")[8]
- 2009 — "Kontsert MKPN v B1 Maximum" (Концерт МКПН в Б1 Maximum - Concierto de MKPN en el B1 Maximum")[9]
- 2009 — EP "More" (Море - "El Mar")[10]
- 2010 — "Vesyoliye Baburi" ("Весёлые Бабури" - "Jolly Baburi")[11]